# کریستی وو
کریستی وو (انگلیسی: Kristy Wu؛ زادهٔ ۱۱ اکتبر ۱۹۸۲) یک هنرپیشه اهل ایالات متحده آمریکا است. 